# Yucheng (Ya’an)

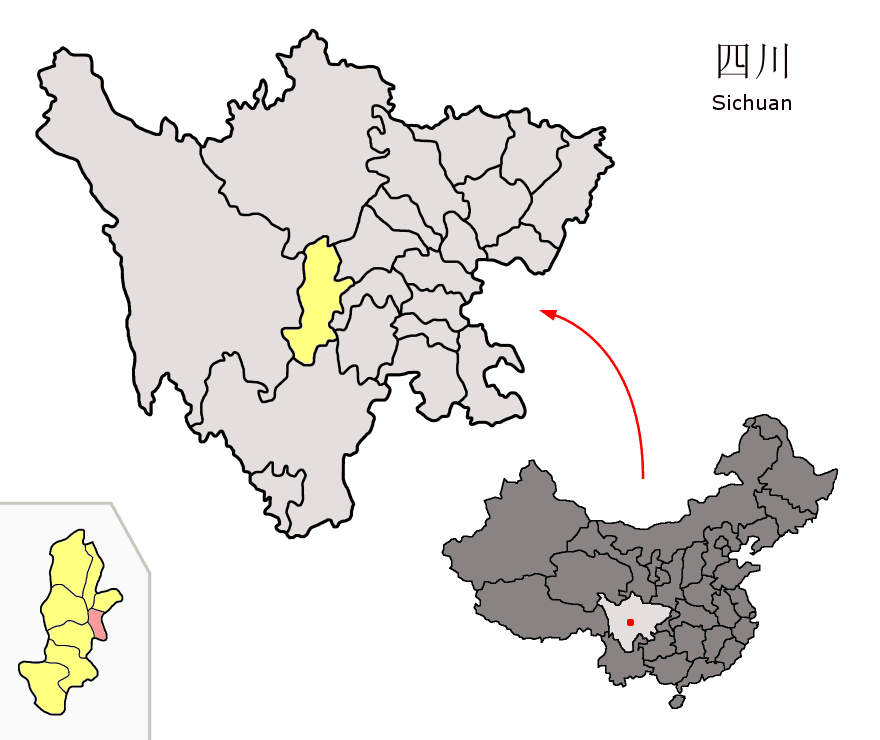
Lage des Stadtbezirks Yucheng (rosa) innerhalb von Sichuan.

Der Stadtbezirk Yucheng (chinesisch 雨城区, Pinyin Yŭchéng Qū) ist ein Stadtbezirk der bezirksfreien Stadt Ya’an im zentralen Westen der südwestchinesischen Provinz Sichuan. Er hat eine Fläche von 992,8 km² und zählt 368.909 Einwohner (Stand: Zensus 2020). Er ist Zentrum und Sitz der Stadtregierung von Ya’an.

## Administrative Gliederung
Auf Gemeindeebene setzt sich der Stadtbezirk aus vier Straßenvierteln, zwölf Großgemeinden und sechs Gemeinden zusammen. 